# حفاظت از بوفالوی آمریکایی

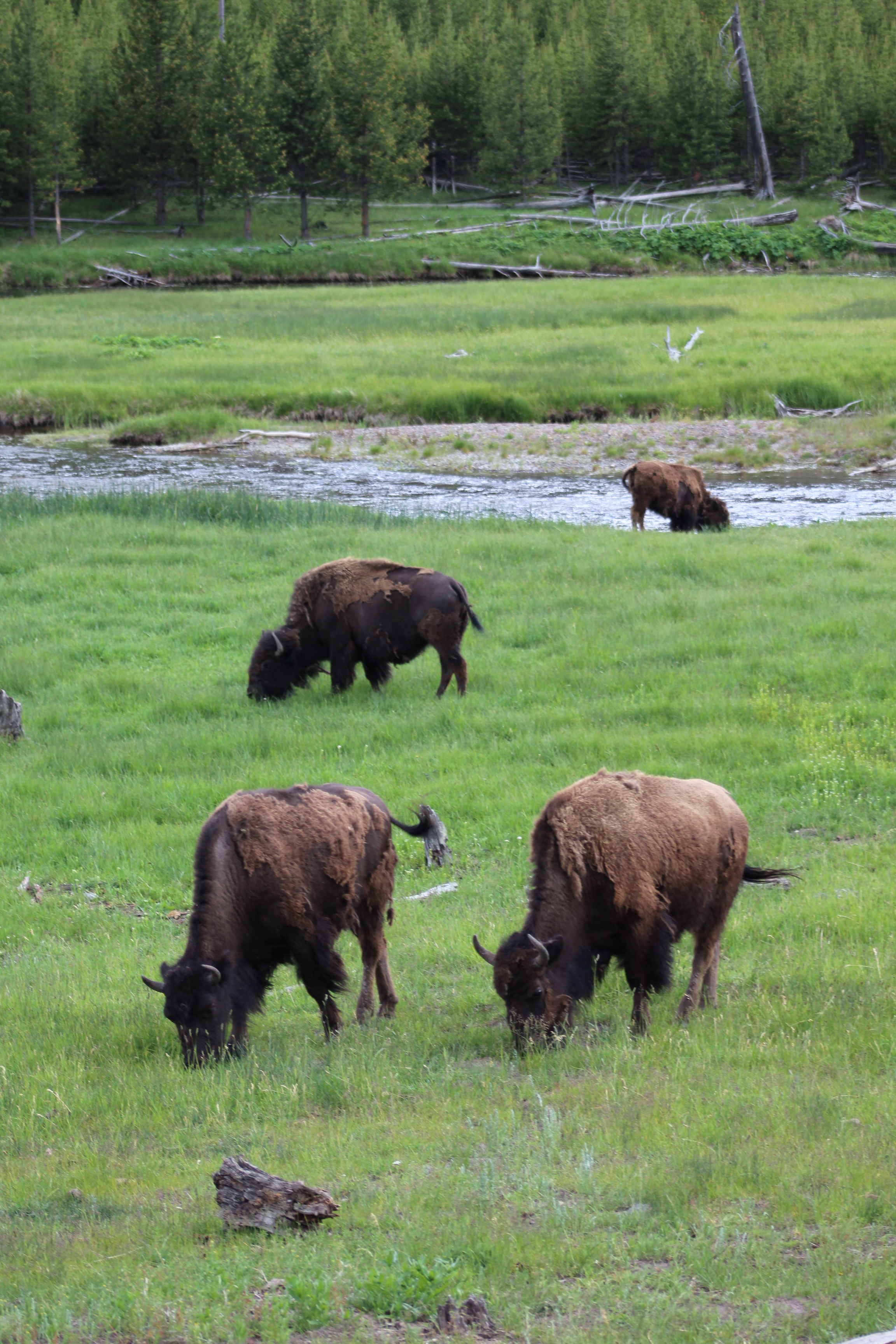
چرای گاومیش‌های کوهان‌دار آمریکایی در یلوستون

حفاظت از بوفالوی آمریکایی یا گاومیش کوهان دار آمریکایی در آمریکای شمالی، فرایند حفاظت از بوفالوی آمریکایی با تلاشی مستمر، گسترده و چندبُعدی است که با هدف احیای این گونه از آستانه انقراض دنبال می‌شود. یکی ازگونه‌های کلیدی این جانور، بوفالوی دشتی زیرگونه ای از(Bison bison bison)، در اکوسیستم دشت‌های بزرگ آمریکای شمالی شناخته می‌شود. نقش این گونه در حفظ تعادل بوم‌شناختی بسیار حیاتی است.
بوفالوی آمریکایی به‌دلیل کاهش شدید جمعیت در اواخر قرن نوزدهم، به‌عنوان گونه‌ای نیازمند به حفاظت حیات وحش مورد توجه قرار گرفته است. در آن زمان، جمعیت این گونه دچار تنگنای ژنتیکی شدیدی گردید، به‌طوری‌که تا مرز انقراض پیش رفت. این فاجعه نه‌تنها موجودیت خود این جانور را تهدید کرد، بلکه پیوندهای بنیادین میان گاومیش کوهان‌دار، زیست‌بوم‌های علفزار، و فرهنگ‌ها و معیشت بومیان آمریکا را نیز از هم گسست.
هنگامی که مهاجران انگلیسی‌زبان وارد آمریکای شمالی شدند، این جانور را به اشتباه با نام بوفالو نامیدند. در حالی‌که از لحاظ علمی، واژه بیسون برای تمایز آن از گاومیش‌های واقعی آفریقا و آسیا مورد استفاده قرار گرفت. با این حال، واژه «بوفالو» همچنان در کاربرد رایج باقی مانده و اهمیتی فرهنگی و تاریخی، به‌ویژه برای جوامع بومی، دارد. برای بسیاری از مردمان بومی، این جانور فراتر از یک گونه جانوری، نمادی مقدس و عنصر اصلی در زندگی فرهنگی، معنوی و اقتصادی آن‌ها به‌شمار می‌رود.
فرایند حفاظت از این حیوان امروزه شامل تلاش‌های گسترده زیست‌محیطی، فرهنگی، و حتی حقوقی است تا این گونه باارزش نه تنها در طبیعت، بلکه در هویت فرهنگی و تاریخی قاره آمریکا حفظ و بازآفرینی شود.

## تلاش‌های اولیه
در اواخر دهه ۱۸۶۰، برخی از شهروندان عادی، به‌صورت مستقل اقدام به شکار، نگهداری و محافظت از گاومیش‌های کوهان‌دار (بیسون‌ها) کردند تا از نابودی کامل این گونه جلوگیری کنند.
در سال ۱۸۷۴، هر دو مجلس کنگره ایالات متحده، لایحه H.R. 921 را تصویب کردند؛ این لایحه با عنوان «برای جلوگیری از کشتار بی‌رویه و بیهوده گاومیش‌ها در قلمرو ایالات متحده» ارائه شده بود. اما رئیس‌جمهور وقت، یولیسیز سایمن گرانت، آن را امضا نکرد که در نتیجه وتوی جیبی رخ داد و لایحه اجرایی نشد.
تا اواخر دهه ۱۸۸۰، گله‌های عظیم گاومیش‌های دشتی که زمانی چهره غالب چشم‌انداز آمریکای شمالی بودند، تقریباً نابود شده بودند. با ورود این گونه به مرحله بحرانی گلوگاه جمعیت، گاومیش‌ها به‌عنوان یک گونه در معرض خطر جدی انقراض شناخته شدند. از آن زمان، تلاش‌های متعددی برای حفاظت و احیای آن‌ها، از جمله ایجاد مناطق تحت مراقبت، آغاز شد.
این فروپاشی جمعیتی نه‌تنها بر تنوع زیستی تأثیر گذاشت، بلکه ارتباطات بنیادین بین بیسون‌ها، اکوسیستم‌های علفزاری، و فرهنگ و معیشت بومیان دشت‌نشین را نیز از هم گسست. بیسون‌ها نقشی حیاتی در سبک زندگی معنوی، فرهنگی و اقتصادی قبایل بومی داشتند، و نابودی آن‌ها نوعی فاجعه فرهنگی و زیست‌محیطی بود.
با کاهش شکار و فراهم شدن زمین‌های مرتعی توسط شهروندان خیرخواه، روند بازیابی جمعیت این حیوان آشکار شد. برخی دامداران نیز تصمیم گرفتند بیسون‌ها را مانند دام اهلی پرورش دهند و حتی اقدام به تلاقی آن‌ها با گاوهای اهلی کردند. اما این تجربه‌های درون‌گرایی گاومیش کوهان دار و گاو با شکست روبه‌رو شد و ادامه نیافت.
با این حال، اکثر گاومیش‌های کوهان داری که پایه اصلی گله‌های حفاظتی امروزی را تشکیل می‌دهند، از گله‌های خصوصی منشأ گرفته‌اند. همین موضوع باعث شد که بخش اندکی از ژن‌های گاو اهلی (در اثر آن تلاقی‌های پیشین) در ساختار ژنتیکی گله‌های امروزی باقی بماند—پدیده‌ای که به آن درون‌رفت ژن گاوی می‌گویند.
در نتیجه، گاومیش‌ها مدت‌ها به‌صورت عملی و بوم‌شناختی منقرض‌شده در محدوده تاریخی خود تلقی می‌شدند؛ این وضعیت پیامدهای گسترده‌ای برای تنوع زیستی اکوسیستم‌های علفزاری در سراسر آمریکای شمالی به همراه داشت.

## وضعیت کنونی گاومیش کوهان‌دار آمریکایی در زیست‌بوم‌های طبیعی
امروزه، گاومیش کوهان‌دار آمریکایی کمتر از یک درصد از زیست‌بوم تاریخی خود را اشغال می‌کند. از جمعیت کلی، تنها کمتر از ۲۰٬۰۰۰ رأس بیسون در گله‌های حفاظتی نگهداری می‌شوند که در اراضی عمومی، قبایلی یا خصوصیِ تحت حفاظت مستقر هستند.
در مقابل، حدود ۵۰۰٬۰۰۰ رأس بیسون در سراسر ایالات متحده برای کشتار جانوران پرورش می‌یابند؛ اما این دسته، جزو جمعیت حفاظتی محسوب نمی‌شوند مگر آنکه فعالیت‌های پرورش‌دهنده به‌صورت مستقیم در برنامه‌های حفاظت زیست‌محیطی مشارکت داشته باشد.
به‌طور خلاصه، علی‌رغم بازیابی نسبی جمعیت این گونه در برخی مناطق، بیسون‌ها هنوز در وضعیت شکننده‌ای قرار دارند و زیستگاه‌های طبیعی‌شان به‌شدت محدود شده است. ادامه تلاش‌های حفاظتی، بازگرداندن گونه به اکوسیستم‌های تاریخی و همکاری با جوامع بومی و سازمان‌های حفاظت از محیط زیست، برای احیای پایدار این گونه حیاتی، امری ضروری است.